# Pudgalavādin
Pudgalavādin (sanskrit ; pāli : puggalavādin), « individualistes », désigne plusieurs courants du bouddhisme ancien non-mahayana; notamment deux des dix-huit écoles anciennes: 
- L'école  Sammitīya (pāli : Sammitī ou Sammatiyā)
- L'école Vātsiputriya (pāli : Vajjiputtakā)[1].

Pour les pudgalavādin, l'individu n'est pas similaire aux traditionnels cinq agrégats (skandha), il existe une individualité distincte (pudgala) qui revêt des formes diverses dans des renaissances successives.  
Les pudgalavādin s'opposent aux skandhavādin pour lesquels il n'y a pas d'individualité en dehors des cinq agrégats. 

## École Vatsiputriya
Quatre sous-branches sont attachées au mouvement Vatsiputriya: Dharmottariya, Bhadrayaniya, Sammitiya, Shannagarika. Ce courant a été créé par Vatsiputra. Il a été considéré comme hérétique.

## École Sammitīya
Elle était très populaire, en Inde, d'après certains récits, au VIIe siècle.